# Női 300 méteres gyorsúszás az 1920. évi nyári olimpiai játékokon
Az 1920. évi nyári olimpiai játékokon az úszás női 300 méteres gyorsúszás  versenyszámát augusztus 26. és 28. között tartották Stade Nautique d'Antwerpben. A női 300 méteres gyorsúszás versenyszámát ezen az egy olimpián rendezték meg, az 1924. évi nyári olimpiától a 400 méteres távott állandósították.

## Rekordok
A versenyt megelőzően a következő rekord voltak érvényben:
| Világrekord | Fanny Durack (Ausztrália) | 4:56,2 | ???, ??? | 1912. ??? |

A versenyen új rekord született:
| Világrekord | 1. előfutam | Ethelda Bleibtrey (USA) | 4:41,4 | Antwerpen, Belgium | augusztus 26. |
| Világrekord | Döntő       | Ethelda Bleibtrey (USA) | 4:34,0 | Antwerpen, Belgium | augusztus 28. |

## Eredmények
Az időeredmények másodpercben értendők. A rövidítések jelentése a következő:
| - Q: továbbjutás helyezés alapján - q: továbbjutás időeredmény alapján - WR: világrekord |

### Előfutam
Minden futam első két helyezettje automatikusan a döntőbe jutott. Az összesített eredmények alapján pedig a legjobb időeredménnyel rendelkező úszó került tovább.
| H        | Név                 | Nemzet                 | E          | Mj       |
| 1. futam | 1. futam            | 1. futam               | 1. futam   | 1. futam |
| -------- | ------------------- | ---------------------- | ---------- | -------- |
| 1.       | Ethelda Bleibtrey   | Egyesült Államok (USA) | 4:41,4     | Q, WR    |
| 2.       | Constance Jeans     | Nagy-Britannia (GBR)   | 4:57,8     | Q        |
| 3.       | Carin Nilsson       | Svédország (SWE)       | 5:07,0     |          |
| 4.       | Hilda James         | Nagy-Britannia (GBR)   | 5:07,2     |          |
| 5.       | Lily Beaurepaire    | Ausztrália (AUS)       | nincs adat |          |
| 2. futam |                     |                        |            |          |
| 1.       | Margaret Woodbridge | Egyesült Államok (USA) | 4:56,6     | Q        |
| 2.       | Violet Walrond      | Új-Zéland (NZL)        | 5:04,6     | Q        |
| 3.       | Jane Gylling        | Svédország (SWE)       | 5:04,8     | q        |
| 4.       | Grace MacKenzie     | Nagy-Britannia (GBR)   | nincs adat |          |
| 5.       | Ernestine Lebrun    | Franciaország (FRA)    | nincs adat |          |
| 3. futam |                     |                        |            |          |
| 1.       | Eleanor Uhl         | Egyesült Államok (USA) | 5:02,0     | Q        |
| 2.       | Frances Schroth     | Egyesült Államok (USA) | 5:03,2     | Q        |
| 3.       | Aina Berg           | Svédország (SWE)       | 5:29,6     |          |
| 4.       | Suzanne Wurtz       | Franciaország (FRA)    | 5:33,0     |          |
| 5.       | Florence Sancroft   | Nagy-Britannia (GBR)   | nincs adat |          |
| 6.       | Blanche Nash        | Dél-afrikai Unió (RSA) | nincs adat |          |

### Döntő
| H     | Név                 | Nemzet                 | E          | Mj |
| ----- | ------------------- | ---------------------- | ---------- | -- |
| Arany | Ethelda Bleibtrey   | Egyesült Államok (USA) | 4:34,0     |    |
| Ezüst | Margaret Woodbridge | Egyesült Államok (USA) | 4:42,2     |    |
| Bronz | Frances Schroth     | Egyesült Államok (USA) | 4:52,0     |    |
| 4.    | Constance Jeans     | Nagy-Britannia (GBR)   | 4:52,4     |    |
| 5.    | Eleanor Uhl         | Egyesült Államok (USA) | nincs adat |    |
| 6.    | Jane Gylling        | Svédország (SWE)       | nincs adat |    |
| 7.    | Violet Walrond      | Új-Zéland (NZL)        | nincs adat |    |